# Месје 88
Месје 88 (М88) је спирална галаксија у сазвежђу Береникина коса која се налази у Месјеовом каталогу објеката дубоког неба.
Деклинација објекта је + 14° 25' 11" а ректасцензија 12h 31m 59,0s. Привидна величина (магнитуда) објекта М88 износи 9,4 а фотографска магнитуда 10,2. Налази се на удаљености од 20,723 милиона парсека од Сунца. М88 је још познат и под ознакама NGC 4501, UGC 7675, MCG 3-32-59, CGCG 99-76, VCC 1401, PGC 41517.